# Wilhelm Krauel
Wilhelm Krauel (* 10. Oktober 1876 in Jarmen; † 29. August 1952 in Bartow) war ein deutscher Schriftsteller aus Vorpommern, der Erzählungen in nieder- und hochdeutscher Sprache verfasste.
Wilhelm Krauel verfolgte zunächst eine militärische Laufbahn bis zum Dienstgrad eines Majors. 1930 ließ er sich in Bartow nieder, wo er Landwirtschaft betrieb.

## Schriften
- Die Heidenhofer. Roman, O. Janke, Berlin 1907.
- Das Erbe der Väter. Ein Lebensbericht.
- Fiete Schult. Jochen Knaast. Plattdeutsche Erzählungen, Walter Gnadt, Berlin 1922.
- Das lebendige Recht. Roman, Eichblatt, Leipzig 1930.